# Просторно
Просторно (болг. Просторно) — село в Болгарии. Находится в Разградской области, входит в общину Разград. Население составляет 147 человек.

## Политическая ситуация
В местном кметстве Просторно, в состав которого входит Просторно, должность кмета (старосты) исполняет Георги Карчев Атанасов (Болгарская социалистическая партия (БСП)) по результатам выборов правления кметства.
Кмет (мэр) общины Разград — Денчо Стоянов Бояджиев (инициативный комитет) по результатам выборов в правление общины.